# 朱久一
朱久一，是台灣排灣族傳說中的大力士，可以徒手把樹給折斷，後來離開了部落自立門戶。

## 傳說
朱久一原本是屬於卡洛江社（Kalojon）的人，後來在一次打獵後，他和同行的人部落下方的普佳查（Pucazaran）休息時，他當場在其他人面前表演徒手拔起樹木來折彎，下一次打獵又再做一次，其他人問他想做什麼，他表示自己想要分戶（把自己的家戶從部落中分離出來自立門戶），並且要其他人到時候不要太靠近，物然會把他們殺了。
後來，朱久一在建立部落時，鋪了一條通往水源地的路、又做了一個小型水壩和儲水的大水桶、然後找來巨大的木材和石頭蓋房子，這些過程他都沒有用器具，全部都是自己徒手拿起來的，大家都很驚訝他的力氣這麼大。